# Troisième circonscription de la Manche
La troisième circonscription de la Manche, aussi appelée circonscription de Coutances - Valognes, est l'une des quatre circonscriptions législatives françaises que compte le département de la Manche (50) situé en région Normandie.

## Description géographique et démographique

### De 1958 à 1986
Le département avait cinq circonscriptions.
La troisième circonscription de la Manche était composée de :
- canton de Bréhal
- canton de Cerisy-la-Salle
- canton de Coutances
- canton de Gavray
- canton de Granville
- canton de Lessay
- canton de Montmartin-sur-Mer
- canton de Périers
- canton de Saint-Malo-de-la-Lande
- canton de Saint-Sauveur-Lendelin

Source : Journal Officiel du 14-15 Octobre 1958.

### De 1988 à 2010
La troisième circonscription de la Manche était composée de :
- canton de Bréhal
- canton de Cerisy-la-Salle
- canton de Coutances
- canton de Gavray
- canton de Granville
- canton de Lessay
- canton de Montmartin-sur-Mer
- canton de Périers
- canton de Saint-Malo-de-la-Lande
- canton de Saint-Sauveur-Lendelin

### Depuis 2010
Depuis le redécoupage des circonscriptions de 2010 et le passage du département de cinq circonscriptions à quatre, la circonscription regroupe les divisions administratives suivantes : 
- Canton de Barneville-Carteret
- Canton de Bréhal
- Canton de Bricquebec
- Canton de Cerisy-la-Salle
- Canton de Coutances
- Canton de Gavray
- Canton de La Haye-du-Puits
- Canton des Pieux
- Canton de Lessay
- Canton de Montmartin-sur-Mer
- Canton de Périers
- Canton de Saint-Malo-de-la-Lande
- Canton de Saint-Sauveur-Lendelin
- Canton de Saint-Sauveur-le-Vicomte
- Canton de Valognes.

Avant les élections législatives de 2012, les cantons de Barneville-Carteret, Bricquebec, La Haye-du-Puits, Les Pieux, Saint-Sauveur-le-Vicomte et Valognes participaient à l'élection du député de la quatrième circonscription. Le canton de Granville, qui faisait partie de la troisième circonscription, est depuis 2012 dans la deuxième circonscription.
D'après le recensement de la population de 2012, réalisé par l'Insee, la population totale de cette circonscription est estimée à 137 823 habitants.

## Historique des députations
| Législature | Début de mandat  | Fin de mandat    | Député           | Parti politique | Observations                                                                                        |
| ----------- | ---------------- | ---------------- | ---------------- | --------------- | --------------------------------------------------------------------------------------------------- |
| IXe         | 23 juin 1988     | 1er avril 1993   | Alain Cousin     | RPR             | |
| Xe          | 2 avril 1993     | 21 avril 1997    | Alain Cousin,    | RPR,            | Mandat écourté à la suite d'une dissolution parlementaire décidée par Jacques Chirac.               |
| XIe         | 12 juin 1997     | 18 juin 2002     | Alain Cousin,    | RPR,            | |
| XIIe        | 19 juin 2002     | 19 juin 2007     | Alain Cousin,    | UMP,            | |
| XIIIe       | 20 juin 2007     | 19 juin 2012     | Alain Cousin     | UMP             | |
| XIVe        | 20 juin 2012     | 20 juin 2017     | Stéphane Travert | PS              | |
| XVe         | 21 juin 2017     | 22 juillet 2017  | Stéphane Travert | LREM            | Nommé au gouvernement et remplacé par son suppléant Grégory Galbadon, à compter du 22 juillet 2017. |
| XVe         | 22 juillet 2017  | 16 novembre 2018 | Grégory Galbadon | LREM            | Nommé au gouvernement et remplacé par son suppléant Grégory Galbadon, à compter du 22 juillet 2017. |
| XVe         | 16 novembre 2018 | 21 juin 2022     | Stéphane Travert | LREM            | Nommé au gouvernement et remplacé par son suppléant Grégory Galbadon, à compter du 22 juillet 2017. |
| XVIe        | 22 juin 2022     | 9 juin 2024      | Stéphane Travert | RE              | Mandat écourté à la suite d'une dissolution parlementaire décidée par Emmanuel Macron.              |

## Historique des élections

### Élections de 1958
| Candidat       | Candidat              | Parti          | Premier tour | Premier tour | Second tour | Second tour |  |
| Candidat       | Candidat              | Parti          | Voix         | %            | Voix        | %           |  |
| -------------- | --------------------- | -------------- | ------------ | ------------ | ----------- | ----------- |  |
|                | Édouard Lebas élu     | CR             | 11 745       | 27,88        | 20 170      | 48,08       |  |
|                | Étienne Fauvel        | MRP            | 10 766       | 25,56        | 19 648      | 46,84       |  |
|                | Marcel Héli           | UNR            | 7 109        | 16,88        | Retrait     | Retrait     |  |
|                | Jean Girot            | Modérés        | 5 756        | 13,67        | Retrait     | Retrait     |  |
|                | Michel Lecostey       | SFIO           | 2 938        | 6,97         | Retrait     | Retrait     |  |
|                | Renée Laplace-Dolonde | PCF            | 2 164        | 5,14         | 2 131       | 5,08        |  |
|                | Léon Juhel            | UFF            | 1 644        | 3,9          |             |             |  |
|                |                       |                |              |              |             |             |  |
| Inscrits       | Inscrits              | Inscrits       | 56 048       | 100,00       | 56 027      | 100,00      |  |
| Abstentions    | Abstentions           | Abstentions    | 12 627       | 22,53        | 12 907      | 23,04       |  |
| Votants        | Votants               | Votants        | 43 421       | 77,47        | 43 120      | 76,96       |  |
| Blancs et nuls | Blancs et nuls        | Blancs et nuls | 1 299        | 2,99         | 1 171       | 2,72        |  |
| Exprimés       | Exprimés              | Exprimés       | 42 122       | 97,01        | 41 949      | 97,28       |  |

Le suppléant d'Édouard Lebas était André Lavalley, agriculteur éleveur à Savigny-près-Belval.

### Élections de 1962
|                | Henri Baudouin élu    | UNR-UDT        | 24 819 | 68,97  |  |  |  |
|                | Édouard Lebas sortant | CR             | 6 151  | 17,09  |  |  |  |
|                | Michel Lecostey       | SFIO           | 2 595  | 7,21   |  |  |  |
|                | Renée Laplace-Dolonde | PCF            | 2 420  | 6,73   |  |  |  |
|                |                       |                |        |        |  |  |  |
| Inscrits       | Inscrits              | Inscrits       | 54 624 | 100,00 |  |  |  |
| Abstentions    | Abstentions           | Abstentions    | 17 300 | 31,67  |  |  |  |
| Votants        | Votants               | Votants        | 37 324 | 68,33  |  |  |  |
| Blancs et nuls | Blancs et nuls        | Blancs et nuls | 1 339  | 3,59   |  |  |  |
| Exprimés       | Exprimés              | Exprimés       | 35 985 | 96,41  |  |  |  |

Le suppléant de Henri Baudouin était René Beaudry, agriculteur, adjoint au maire de Regnéville-sur-Mer.

### Élections de 1967
| Candidat       | Candidat                     | Parti                     | Premier tour | Premier tour | Second tour | Second tour |  |
| Candidat       | Candidat                     | Parti                     | Voix         | %            | Voix        | %           |  |
| -------------- | ---------------------------- | ------------------------- | ------------ | ------------ | ----------- | ----------- |  |
|                | Henri Baudouin sortant réélu | UD-Ve                     | 17 297       | 42,21        | 21 281      | 65,71       |  |
|                | Hervé Troude                 | Divers droite (Gaulliste) | 7 327        | 17,88        | 11 103      | 34,29       |  |
|                | Michel Lecostey              | FGDS (SFIO)               | 5 253        | 12,82        |             |             |  |
|                | Jean-Claude Richard          | CD (PDM)                  | 4 533        | 11,06        |             |             |  |
|                | Eugène Delahaie              | Modérés                   | 3 448        | 8,41         |             |             |  |
|                | Renée Laplace-Dolonde        | PCF                       | 3 125        | 7,63         |             |             |  |
|                |                              |                           |              |              |             |             |  |
| Inscrits       | Inscrits                     | Inscrits                  | 53 287       | 100,00       | 53 287      | 100,00      |  |
| Abstentions    | Abstentions                  | Abstentions               | 11 100       | 20,83        | 15 841      | 29,73       |  |
| Votants        | Votants                      | Votants                   | 42 187       | 79,17        | 37 446      | 70,27       |  |
| Blancs et nuls | Blancs et nuls               | Blancs et nuls            | 1 204        | 2,85         | 5 062       | 13,52       |  |
| Exprimés       | Exprimés                     | Exprimés                  | 40 983       | 97,15        | 32 384      | 86,48       |  |

Le suppléant d'Henri Baudouin était René Beaudry, agriculteur, adjoint au maire de Regnéville-sur-Mer.

### Élections de 1968
|                | Henri Baudouin sortant réélu | UDR (URP)      | 27 462 | 65,12  |  |  |  |
|                | Jean-Claude Richard          | CD (PDM)       | 6 607  | 15,67  |  |  |  |
|                | Michel Lecostey              | FGDS (SFIO)    | 5 568  | 13,2   |  |  |  |
|                | Renée Laplace-Dolonde        | PCF            | 2 535  | 6,01   |  |  |  |
|                |                              |                |        |        |  |  |  |
| Inscrits       | Inscrits                     | Inscrits       | 53 104 | 100,00 |  |  |  |
| Abstentions    | Abstentions                  | Abstentions    | 10 013 | 18,86  |  |  |  |
| Votants        | Votants                      | Votants        | 43 091 | 81,14  |  |  |  |
| Blancs et nuls | Blancs et nuls               | Blancs et nuls | 919    | 2,13   |  |  |  |
| Exprimés       | Exprimés                     | Exprimés       | 42 172 | 97,87  |  |  |  |

Le suppléant d'Henri Baudouin était Gaston Brision, conseiller général du canton de Coutances.

### Élections de 1973
| Candidat       | Candidat                     | Parti          | Premier tour | Premier tour | Second tour | Second tour |  |
| Candidat       | Candidat                     | Parti          | Voix         | %            | Voix        | %           |  |
| -------------- | ---------------------------- | -------------- | ------------ | ------------ | ----------- | ----------- |  |
|                | Henri Baudouin sortant réélu | RI (URP)       | 19 877       | 45,4         | 20 635      | 47,73       |  |
|                | Lucien Radier                | CD (MR)        | 12 626       | 28,84        | 13 132      | 30,37       |  |
|                | William Unterwald            | PS (UGSD)      | 6 662        | 15,22        | 9 469       | 21,9        |  |
|                | Renée Laplace-Dolonde        | PCF            | 3 905        | 8,92         |             |             |  |
|                | Robert Geffriaud             | Divers droite  | 711          | 1,62         |             |             |  |
|                |                              |                |              |              |             |             |  |
| Inscrits       | Inscrits                     | Inscrits       | 55 718       | 100,00       | 55 714      | 100,00      |  |
| Abstentions    | Abstentions                  | Abstentions    | 10 735       | 19,27        | 11 838      | 21,25       |  |
| Votants        | Votants                      | Votants        | 44 983       | 80,73        | 43 876      | 78,75       |  |
| Blancs et nuls | Blancs et nuls               | Blancs et nuls | 1 202        | 2,67         | 640         | 1,46        |  |
| Exprimés       | Exprimés                     | Exprimés       | 43 781       | 97,33        | 43 236      | 98,54       |  |

Le suppléant d'Henri Baudouin était Eugène Fouchard, entrepreneur, adjoint au maire de Coutances.

### Élections de 1978
| Candidat       | Candidat                     | Parti          | Premier tour | Premier tour | Second tour | Second tour |  |
| Candidat       | Candidat                     | Parti          | Voix         | %            | Voix        | %           |  |
| -------------- | ---------------------------- | -------------- | ------------ | ------------ | ----------- | ----------- |  |
|                | Henri Baudouin sortant réélu | UDF (PR)       | 20 949       | 40,57        | 32 257      | 62,27       |  |
|                | Jacques Desponts             | PS             | 10 834       | 20,98        | 19 542      | 37,73       |  |
|                | André Maulme                 | RPR            | 6 855        | 13,27        |             |             |  |
|                | Daniel Meyer                 | PCF            | 4 245        | 8,22         |             |             |  |
|                | Claude Vallée                | Écologie 78    | 3 958        | 7,66         |             |             |  |
|                | Hervé Lecler                 | Divers droite  | 3 534        | 6,84         |             |             |  |
|                | Anne-Marie Chambon           | LO             | 1 268        | 2,46         |             |             |  |
|                | Jacques Ragon                | LCR            | 0            | 0            |             |             |  |
|                |                              |                |              |              |             |             |  |
| Inscrits       | Inscrits                     | Inscrits       | 63 505       | 100,00       | 63 492      | 100,00      |  |
| Abstentions    | Abstentions                  | Abstentions    | 11 006       | 17,33        | 10 545      | 16,61       |  |
| Votants        | Votants                      | Votants        | 52 499       | 82,67        | 52 947      | 83,39       |  |
| Blancs et nuls | Blancs et nuls               | Blancs et nuls | 856          | 1,63         | 1 148       | 2,17        |  |
| Exprimés       | Exprimés                     | Exprimés       | 51 643       | 98,37        | 51 799      | 97,83       |  |

Le suppléant d'Henri Baudouin était David Lerouge, docteur-vétérinaire, maire adjoint de Coutances.

### Élections de 1981
|                | Henri Baudouin sortant réélu | UDF (CDS)      | 23 249 | 51,24  |  |  |  |
|                | Jacques Desponts             | PS             | 16 299 | 35,92  |  |  |  |
|                | Hervé Lecler                 | Divers droite  | 2 150  | 4,74   |  |  |  |
|                | Robert Sarcos                | PCF            | 1 965  | 4,33   |  |  |  |
|                | Daniel Scheppler             | MÉP            | 1 708  | 3,76   |  |  |  |
|                |                              |                |        |        |  |  |  |
| Inscrits       | Inscrits                     | Inscrits       | 65 672 | 100,00 |  |  |  |
| Abstentions    | Abstentions                  | Abstentions    | 19 730 | 30,04  |  |  |  |
| Votants        | Votants                      | Votants        | 45 942 | 69,96  |  |  |  |
| Blancs et nuls | Blancs et nuls               | Blancs et nuls | 571    | 1,24   |  |  |  |
| Exprimés       | Exprimés                     | Exprimés       | 45 371 | 98,76  |  |  |  |

Le suppléant d'Henri Baudouin était Jean-François Le Grand, RPR, docteur-vétérinaire, conseiller général du canton de Lessay.

### Élections de 1988
| Candidat       | Candidat           | Parti                      | Premier tour | Premier tour | Second tour | Second tour |  |
| Candidat       | Candidat           | Parti                      | Voix         | %            | Voix        | %           |  |
| -------------- | ------------------ | -------------------------- | ------------ | ------------ | ----------- | ----------- |  |
|                | Alain Cousin élu   | RPR (URC)                  | 18 729       | 43,24        | 27 444      | 57,5        |  |
|                | Jacques Desponts   | PS                         | 15 336       | 35,41        | 20 282      | 42,5        |  |
|                | Michel Peyre       | Divers droite              | 4 577        | 10,57        |             |             |  |
|                | Jean-Luc Perdigeon | FN                         | 2 976        | 6,87         |             |             |  |
|                | Érick Pontais      | PCF                        | 1 696        | 3,92         |             |             |  |
|                | Jean-Pierre Colle  | Divers gauche (Maj. prés.) | 1            | 0            |             |             |  |
|                |                    |                            |              |              |             |             |  |
| Inscrits       | Inscrits           | Inscrits                   | 67 350       | 100,00       | 67 343      | 100,00      |  |
| Abstentions    | Abstentions        | Abstentions                | 23 002       | 34,15        | 18 663      | 27,71       |  |
| Votants        | Votants            | Votants                    | 44 348       | 65,85        | 48 680      | 72,29       |  |
| Blancs et nuls | Blancs et nuls     | Blancs et nuls             | 1 033        | 2,33         | 954         | 1,96        |  |
| Exprimés       | Exprimés           | Exprimés                   | 43 315       | 97,67        | 47 726      | 98,04       |  |

Le suppléant d'Alain Cousin était Henry Haffray, maire adjoint de Granville.

### Élections de 1993
| Candidat       | Candidat                   | Parti          | Premier tour | Premier tour | Second tour | Second tour |  |
| Candidat       | Candidat                   | Parti          | Voix         | %            | Voix        | %           |  |
| -------------- | -------------------------- | -------------- | ------------ | ------------ | ----------- | ----------- |  |
|                | Alain Cousin sortant réélu | RPR (UPF)      | 19 402       | 43,2         | 24 511      | 67,35       |  |
|                | David Lerouge              | Divers droite  | 5 414        | 12,05        | 11 881      | 32,65       |  |
|                | Catherine Picard           | PS (ADFP)      | 5 144        | 11,45        |             |             |  |
|                | Louis Senoville            | FN             | 3 833        | 8,53         |             |             |  |
|                | Christiane Durchon         | Les Verts (EÉ) | 3 511        | 7,82         |             |             |  |
|                | Erick Pontais              | PCF            | 1 424        | 3,17         |             |             |  |
|                | Simonne Caillot            | Divers         | 1 423        | 3,17         |             |             |  |
|                | Georges Quétier            | Divers droite  | 1 298        | 2,89         |             |             |  |
|                | Micheline Lecostey         | MDC            | 1 189        | 2,65         |             |             |  |
|                | Françoise Dubuc            | LT-LNÉ         | 1 037        | 2,31         |             |             |  |
|                | Eric Lhullier              | Divers droite  | 819          | 1,82         |             |             |  |
|                | Pascal Gautier             | UDI            | 421          | 0,94         |             |             |  |
|                |                            |                |              |              |             |             |  |
| Inscrits       | Inscrits                   | Inscrits       | 69 067       | 100,00       | 69 064      | 100,00      |  |
| Abstentions    | Abstentions                | Abstentions    | 22 018       | 31,88        | 26 521      | 38,4        |  |
| Votants        | Votants                    | Votants        | 47 049       | 68,12        | 42 543      | 61,6        |  |
| Blancs et nuls | Blancs et nuls             | Blancs et nuls | 2 134        | 4,54         | 6 151       | 14,46       |  |
| Exprimés       | Exprimés                   | Exprimés       | 44 915       | 95,46        | 36 392      | 85,54       |  |

Le suppléant d'Alain Cousin était Henry Haffray.

### Élections de 1997
| Candidat       | Candidat                   | Parti          | Premier tour | Premier tour | Second tour | Second tour |  |
| Candidat       | Candidat                   | Parti          | Voix         | %            | Voix        | %           |  |
| -------------- | -------------------------- | -------------- | ------------ | ------------ | ----------- | ----------- |  |
|                | Alain Cousin sortant réélu | RPR            | 19 002       | 43,28        | 25 683      | 56,61       |  |
|                | Elisabeth Boyer            | PRS            | 9 877        | 22,5         | 19 684      | 43,39       |  |
|                | Louis Senoville            | FN             | 4 974        | 11,33        |             |             |  |
|                | Christiane Durchon         | Les Verts      | 2 389        | 5,44         |             |             |  |
|                | Nicolas Langeard           | LDI (MPF)      | 2 094        | 4,77         |             |             |  |
|                | Jacques Dubois             | PCF            | 2 073        | 4,72         |             |             |  |
|                | Jacques Lecostey           | MDC            | 1 832        | 4,17         |             |             |  |
|                | Nicole Judon               | GÉ             | 1 481        | 3,37         |             |             |  |
|                | Yannick Gautier            | PLN            | 182          | 0,41         |             |             |  |
|                |                            |                |              |              |             |             |  |
| Inscrits       | Inscrits                   | Inscrits       | 69 658       | 100,00       | 69 712      | 100,00      |  |
| Abstentions    | Abstentions                | Abstentions    | 23 173       | 33,27        | 21 896      | 31,41       |  |
| Votants        | Votants                    | Votants        | 46 485       | 66,73        | 47 816      | 68,59       |  |
| Blancs et nuls | Blancs et nuls             | Blancs et nuls | 2 581        | 5,55         | 2 449       | 5,12        |  |
| Exprimés       | Exprimés                   | Exprimés       | 43 904       | 94,45        | 45 367      | 94,88       |  |

La suppléante d'Alain Cousin était Anne-Marie Berlemont, conseillère municipale de Granville, avocat.

### Élections de 2002
| Candidat       | Candidat                   | Parti            | Premier tour | Premier tour | Second tour | Second tour |  |
| Candidat       | Candidat                   | Parti            | Voix         | %            | Voix        | %           |  |
| -------------- | -------------------------- | ---------------- | ------------ | ------------ | ----------- | ----------- |  |
|                | Alain Cousin sortant réélu | UMP              | 19 097       | 41,32        | 25 778      | 61,65       |  |
|                | Daniele Jourdain-Menninger | PS               | 10 008       | 21,65        | 16 035      | 38,35       |  |
|                | Olivier Beck               | UDF              | 7 210        | 15,6         |             |             |  |
|                | Jean-Armelle Sainsimon     | FN               | 3 449        | 7,46         |             |             |  |
|                | René Saint-Lô              | CPNT             | 2 201        | 4,76         |             |             |  |
|                | Christiane Durchon         | Les Verts        | 1 061        | 2,3          |             |             |  |
|                | Jacques Millet             | LCR              | 744          | 1,61         |             |             |  |
|                | Yann Alary                 | PCF              | 610          | 1,32         |             |             |  |
|                | Olivier Millet             | Pôle républicain | 558          | 1,21         |             |             |  |
|                | Florence Costecalde        | LO               | 546          | 1,18         |             |             |  |
|                | Dominique Bauduin          | MÉI              | 322          | 0,7          |             |             |  |
|                | Nicole Gobi                | MNR              | 275          | 0,6          |             |             |  |
|                | Annie Duvaleroy            | GÉ               | 137          | 0,3          |             |             |  |
|                |                            |                  |              |              |             |             |  |
| Inscrits       | Inscrits                   | Inscrits         | 73 408       | 100,00       | 73 403      | 100,00      |  |
| Abstentions    | Abstentions                | Abstentions      | 26 295       | 35,82        | 29 959      | 40,81       |  |
| Votants        | Votants                    | Votants          | 47 113       | 64,18        | 43 444      | 59,19       |  |
| Blancs et nuls | Blancs et nuls             | Blancs et nuls   | 895          | 1,9          | 1 631       | 3,75        |  |
| Exprimés       | Exprimés                   | Exprimés         | 46 218       | 98,1         | 41 813      | 96,25       |  |

La suppléante d'Alain Cousin était Anne-Marie Berlemont.

### Élections de 2007
| Candidat       | Candidat                   | Parti               | Premier tour | Premier tour | Second tour | Second tour |  |
| Candidat       | Candidat                   | Parti               | Voix         | %            | Voix        | %           |  |
| -------------- | -------------------------- | ------------------- | ------------ | ------------ | ----------- | ----------- |  |
|                | Alain Cousin sortant réélu | UMP                 | 23 290       | 49,28        | 26 855      | 60,52       |  |
|                | Danièle Jourdain-Menninger | PS                  | 9 472        | 20,04        | 17 522      | 39,48       |  |
|                | Guy Nicolle                | UDF–MoDem           | 4 172        | 8,83         |             |             |  |
|                | Christiane Durchon         | Les Verts           | 2 095        | 4,43         |             |             |  |
|                | Jean-Marc Denier           | FN                  | 1 535        | 3,25         |             |             |  |
|                | Alain Davry                | diss. UMP           | 1 360        | 2,88         |             |             |  |
|                | Patricia Montigny          | CPNT                | 1 128        | 2,39         |             |             |  |
|                | Jean-Luc Michel            | PRG                 | 1 026        | 0,47         |             |             |  |
|                | Éric Verdier               | LCR                 | 839          | 1,78         |             |             |  |
|                | Daniel Roquet              | PCF                 | 699          | 1,48         |             |             |  |
|                | Anne-Marie Legoube         | Extrême gauche (GA) | 586          | 1,24         |             |             |  |
|                | Éric Grosos                | MPF                 | 364          | 0,77         |             |             |  |
|                | Amal Aissaoui              | LO                  | 347          | 0,73         |             |             |  |
|                | Simonne Caillot            | Divers              | 344          | 0,73         |             |             |  |
|                |                            |                     |              |              |             |             |  |
| Inscrits       | Inscrits                   | Inscrits            | 76 815       | 100,00       | 76 800      | 100,00      |  |
| Abstentions    | Abstentions                | Abstentions         | 28 725       | 37,4         | 30 948      | 40,3        |  |
| Votants        | Votants                    | Votants             | 48 090       | 62,6         | 45 852      | 59,7        |  |
| Blancs et nuls | Blancs et nuls             | Blancs et nuls      | 833          | 1,73         | 1 475       | 3,22        |  |
| Exprimés       | Exprimés                   | Exprimés            | 47 257       | 98,27        | 44 377      | 96,78       |  |

### Élections de 2012
| Candidat       | Candidat                  | Parti                   | Premier tour | Premier tour | Second tour | Second tour |  |
| Candidat       | Candidat                  | Parti                   | Voix         | %            | Voix        | %           |  |
| -------------- | ------------------------- | ----------------------- | ------------ | ------------ | ----------- | ----------- |  |
|                | Stéphane Travert élu      | PS                      | 23 010       | 37,43        | 32 357      | 52,38       |  |
|                | Alain Cousin sortant      | UMP                     | 21 094       | 34,32        | 29 414      | 47,62       |  |
|                | Carmen Masson             | RBM (FN)                | 7 178        | 11,68        |             |             |  |
|                | Marine Lemasson           | EÉLV                    | 2 424        | 3,94         |             |             |  |
|                | Christian Duvinage        | FG (PG) (Divers gauche) | 2 289        | 3,72         |             |             |  |
|                | Éric de Laforcade         | PCD                     | 2 086        | 3,39         |             |             |  |
|                | Gabriel Daube             | AC                      | 1 993        | 3,24         |             |             |  |
|                | Marie-Madeleine Mennesson | DLR                     | 544          | 0,89         |             |             |  |
|                | Chantal Girres            | NPA                     | 290          | 0,47         |             |             |  |
|                | Thi Mai Tram Tran         | LO                      | 226          | 0,37         |             |             |  |
|                | Jacqueline Goglio         | AÉI                     | 218          | 0,35         |             |             |  |
|                | Jean-Marie Grassi         | MPEN                    | 115          | 0,19         |             |             |  |
|                |                           |                         |              |              |             |             |  |
| Inscrits       | Inscrits                  | Inscrits                | 105 851      | 100,00       | 105 839     | 100,00      |  |
| Abstentions    | Abstentions               | Abstentions             | 43 237       | 40,85        | 42 232      | 39,9        |  |
| Votants        | Votants                   | Votants                 | 62 614       | 59,15        | 63 607      | 60,1        |  |
| Blancs et nuls | Blancs et nuls            | Blancs et nuls          | 1 147        | 1,83         | 1 836       | 2,89        |  |
| Exprimés       | Exprimés                  | Exprimés                | 61 467       | 98,17        | 61 771      | 97,11       |  |

### Élections de 2017
Les élections législatives françaises de 2017 ont lieu les dimanches 11 et 18 juin 2017.
|                                                                            |                                                           |                           |                           |                          |                          |
|                                                                            |                                                           | Premier tour 11 juin 2017 | Premier tour 11 juin 2017 | Second tour 18 juin 2017 | Second tour 18 juin 2017 |
|                                                                            |                                                           |                           |                           |                          |                          |
|                                                                            |                                                           | Nombre                    | % des inscrits            | Nombre                   | % des inscrits           |
| Inscrits                                                                   | Inscrits                                                  | 107 848                   | 100,00                    | 107 802                  | 100,00                   |
| Abstentions                                                                | Abstentions                                               | 51 358                    | 47,62                     | 60 945                   | 56,53                    |
| Votants                                                                    | Votants                                                   | 56 490                    | 52,38                     | 46 857                   | 43,47                    |
|                                                                            |                                                           |                           | % des votants             |                          | % des votants            |
| Bulletins blancs                                                           | Bulletins blancs                                          | 1 150                     | 2,04                      | 3 498                    | 7,47                     |
| Bulletins nuls                                                             | Bulletins nuls                                            | 312                       | 0,55                      | 1 325                    | 2,83                     |
| Suffrages exprimés                                                         | Suffrages exprimés                                        | 55 028                    | 97,41                     | 42 034                   | 89,71                    |
|                                                                            |                                                           |                           |                           |                          |                          |
| Étiquette politique                                                        | Étiquette politique                                       | Voix                      | % des exprimés            | Voix                     | % des exprimés           |
|                                                                            |                                                           |                           |                           |                          |                          |
|                                                                            | Stéphane Travert (député sortant) La République en marche | 25 422                    | 46,20                     | 27 810                   | 66,16                    |
|                                                                            | Jean-Manuel Cousin Les Républicains                       | 10 421                    | 18,94                     | 14 224                   | 33,84                    |
|                                                                            | Carmen Masson Front national                              | 6 928                     | 12,59                     |                          |                          |
|                                                                            | Bernard Rebolle La France insoumise                       | 5 743                     | 10,44                     |                          |                          |
|                                                                            | Laurent Huet Europe Écologie Les Verts                    | 2 933                     | 5,33                      |                          |                          |
|                                                                            | Chantal Tambour Parti communiste français (Ensemble !)    | 1 678                     | 3,05                      |                          |                          |
|                                                                            | Hermann Le Rachinel Extrême droite (Parti de la France)   | 869                       | 1,58                      |                          |                          |
|                                                                            | Quentin Hoerner Divers (Union populaire républicaine)     | 564                       | 1,02                      |                          |                          |
|                                                                            | Thi Mai Tram Tran Lutte ouvrière                          | 470                       | 0,85                      |                          |                          |
| Source : Ministère de l'Intérieur - Troisième circonscription de la Manche |                                                           |                           |                           |                          |                          |

### Élections de 2022
| Résultats des élections législatives des 12 et 19 juin 2022 de la 3e circonscription de la Manche |                          |                          |                          |              |              |             |             |
| Candidat                                                                                          | Candidat                 | Parti et coalition       | Nuance                   | Premier tour | Premier tour | Second tour | Second tour |
| Candidat                                                                                          | Candidat                 | Parti et coalition       | Nuance                   | Voix         | %            | Voix        | %           |
|                                                                                                   | Stéphane Travert         | LREM (ENS)               | ENS                      | 18 678       | 33,77        | 27 829      | 56,13       |
|                                                                                                   | Gaëlle Vérove            | PCF (NUPES)              | NUP                      | 13 088       | 23,66        | 21 751      | 43,87       |
|                                                                                                   | Carmen Masson            | RN                       | RN                       | 10 273       | 18,57        |             |             |
|                                                                                                   | Jean-René Binet          | LR (UDC)                 | LR                       | 7 992        | 14,45        |             |             |
|                                                                                                   | Nadège Daniel            | REC                      | REC                      | 1 677        | 3,03         |             |             |
|                                                                                                   | Stéphane Lavalley        | SE                       | DVC                      | 1 303        | 2,36         |             |             |
|                                                                                                   | Marie-Agnès Caillaux     | LP (UPF)                 | DSV                      | 877          | 1,59         |             |             |
|                                                                                                   | Agnès Ryst               | PA                       | ECO                      | 767          | 1,39         |             |             |
|                                                                                                   | Laurence Derrey          | LO                       | DXG                      | 651          | 1,18         |             |             |
| Votes valides                                                                                     | Votes valides            | Votes valides            | Votes valides            | 55 306       | 97,78        | 49 580      | 91,45       |
| Votes blancs                                                                                      | Votes blancs             | Votes blancs             | Votes blancs             | 959          | 1,70         | 3 340       | 6,16        |
| Votes nuls                                                                                        | Votes nuls               | Votes nuls               | Votes nuls               | 299          | 0,53         | 1 294       | 2,39        |
| Total                                                                                             | Total                    | Total                    | Total                    | 56 564       | 100          | 54 214      | 100         |
| Abstention                                                                                        | Abstention               | Abstention               | Abstention               | 54 290       | 48,97        | 56 644      | 51,10       |
| Inscrits / participation                                                                          | Inscrits / participation | Inscrits / participation | Inscrits / participation | 110 854      | 51,03        | 110 858     | 48,90       |

### Élections de 2024
L'élection législatives de 2024 vient après la dissolution décidée par Emmanuel Macron à la suite des élections européennes de 2024
| Candidat                 | Candidat                 | Parti et coalition       | Nuances                  | Premier tour | Premier tour | Second tour | Second tour |
| Candidat                 | Candidat                 | Parti et coalition       | Nuances                  | Voix         | %            | Voix        | %           |
| ------------------------ | ------------------------ | ------------------------ | ------------------------ | ------------ | ------------ | ----------- | ----------- |
|                          | Pierre Giry              | RAD (RN)                 | UXD                      | 25 725       | 33,89        | 30 844      | 41,33       |
|                          | Stéphane Travert         | RE (ENS)                 | ENS                      | 25 232       | 33,24        | 43 785      | 58,67       |
|                          | Gaëlle Vérove            | PCF (NFP)                | UG                       | 15 190       | 20,01        | Retrait     | Retrait     |
|                          | Stéphanie Maubé          | SE                       | DIV                      | 6 951        | 9,16         |             |             |
|                          | Yohann Quesnel           | DLF                      | DSV                      | 945          | 1,25         |             |             |
|                          | Christian Guyot          | REC                      | REC                      | 842          | 1,11         |             |             |
|                          | Mansour Ayouti           | LO                       | EXG                      | 629          | 0,83         |             |             |
|                          | Aurélien Verleyen        | Équinoxe                 | ECO                      | 389          | 0,51         |             |             |
|                          |                          |                          |                          |              |              |             |             |
| Votes valides            | Votes valides            | Votes valides            | Votes valides            | 75 903       | 97,48        | 74 629      | 95,06       |
| Votes blancs             | Votes blancs             | Votes blancs             | Votes blancs             | 1 454        | 1,87         | 2 947       | 2,65        |
| Votes nuls               | Votes nuls               | Votes nuls               | Votes nuls               | 506          | 0,65         | 928         | 0,84        |
| Total                    | Total                    | Total                    | Total                    | 77 863       | 100          | 78 504      | 100         |
| Abstention               | Abstention               | Abstention               | Abstention               | 33 379       | 30,01        | 32 857      | 29,33       |
| Inscrits / participation | Inscrits / participation | Inscrits / participation | Inscrits / participation | 111 242      | 69,99        | 111 091     | 70,67       |

#### Département de la Manche
- La fiche de l'INSEE de cette circonscription : « Tableaux et Analyses de la troisième circonscription de la Manche », sur insee.fr, site de l'Institut national de la statistique et des études économiques (consulté le 10 juin 2007) [PDF]
- « Tous les députés du département de la Manche depuis 1789 » [archive du 30 septembre 2007], sur assemblee-nationale.fr, site de l'Assemblée nationale française (consulté le 10 juin 2007)
- « Informations contentieuses sur le département de la Manche (Élections législatives de 2002) », sur conseil-constitutionnel.fr, site du Conseil constitutionnel (consulté le 13 juin 2007)

#### Circonscriptions en France
- « Carte des circonscriptions législatives en France », sur assemblee-nationale.fr, site de l'Assemblée nationale française (consulté le 10 juin 2007)
- « Résultats électoraux officiels en France », sur interieur.gouv.fr, site du ministère de l'Intérieur (France) (consulté le 13 juin 2007)
- Description et Atlas des circonscriptions électorales de France sur http://www.atlaspol.com, Atlaspol, site de cartographie géopolitique, consulté le 13 juin 2007.